# サンクリストバル空港
サンクリストバル空港（西: Aeropuerto de San Cristóbal、英: San Cristóbal Airport）は、エクアドル共和国ガラパゴス諸島のサン・クリストバル島にある空港。ガラパゴス諸島への空の玄関の一つである。

## 就航路線
| 航空会社               | 就航地           |
| ---------------------- | ---------------- |
| アビアンカ・エクアドル | グアヤキル、キト |
| LATAM エクアドル       | グアヤキル、キト |
| アエロリージョナル     | グアヤキル、キト |
| エクエア               | グアヤキル、キト |